# IC 3149
IC 3149 ist eine Balken-Spiralgalaxie vom Hubble-Typ SB0-a im Sternbild Jungfrau auf der Ekliptik. Sie ist schätzungsweise 360 Millionen Lichtjahre von der Milchstraße entfernt.
Das Objekt wurde am 12. September 1900 von Friedrich Karl Arnold Schwassmann entdeckt.